# Silvino Folloni
Selvino Folloni (Fabbrico, 24 dicembre 1923 – Benedello, 5 novembre 1944) è stato un partigiano italiano.

## Biografia
Figlio di poveri contadini, dovette iniziare a lavorare come bracciante agricolo a soli 12 anni, per poi trovare impiego in uno stabilimento di acque gassate e poi come garzone in un caseificio di Reggio Emilia
Nel 1942 venne chiamato alle armi ed assegnato all'80º Reggimento fanteria. Subito dopo l'armistizio del settembre 1943 era entrato nella Resistenza, come partigiano combattente della 64ª Brigata Garibaldi "Gramsci" con il nome di battaglia "Primo".
Cadde, a nemmeno 21 anni, durante un'azione di guerra a Benedello (frazione di Pavullo nel Frignano), mentre tentava di spezzare l'accerchiamento nemico: durante uno violentissimo scontro armato senza sosta fra circa tremila nazifascisti e 700-800 partigiani, ad un certo momento "Primo" si alzò in piedi allo scoperto con la propria mitragliatrice per sparare contro il nemico, urlando: "Viva l’Italia, fuori lo straniero, Forza garibaldini, all’attacco!", ma venne falciato dal fuoco nemico. Per questo gesto è stato insignito della Medaglia d'oro al valor militare.

## Ricordo
Alla memoria di Selvino Folloni è dedicata una strada nella frazione di Fossalta, nel comune di Modena e anche nel comune di Reggio Emilia.